# فردریک پاکیوس
فردریک پاکیوس (به انگلیسی: Fredrik Pacius) ۱۹ مارس ۱۸۰۹ – ۸ ژانویهٔ ۱۸۹۱) آهنگساز، رهبر (موسیقی)، مربی موسیقی، و استاد دانشگاه اهل هامبورگ بود. او خالق موسیقی سرود ملی فنلاند است.